# Rio Grozea
O Rio Grozea é um rio da Romênia, afluente do Râuşorul, localizado no distrito de Argeş.